# Fredrik Wittstock
Fredrik Wittstock, född omkring 1699, död 1747, var en svensk borgmästare, riksdagsledamot och politiker.

## Biografi
Fredrik Wittstock föddes omkring 1699. Han blev 1722 borgmästare i Fredrikshamn och 1741 borgmästare i Gävle. Wittstock avled 1747.
Wittstock var riksdagsledamot för borgarståndet i Fredrikshamn vid riksdagen 1723, riksdagen 1726–1727, riksdagen 1731, riksdagen 1738–1739, riksdagen 1740–1741 och för borgarståndet i Gävle vid riksdagen 1740–1741. Han var medlem i Hattpartiet.